# 袁寨古民居
袁寨古民居俗称袁世凯旧居，位于河南省项城市王明口镇袁寨村，为袁世凯幼时的居住地。

## 简介
清咸丰七年（1857年），袁甲三购买石氏庄园，并在此基础上动工兴建宅院。该宅院分为左、中、右三处院落，每个院落又分为前、中、后三进。左院由袁世凯的父亲袁保中和叔父袁重山营造，尚存前院南屋三间，东屋三间和后院主楼六间。右院由袁世凯之弟袁世彤营造，尚存前院西屋三间，客厅五间、中院东屋和西屋各三间、主楼十间，后院东屋和西屋各三间。右院西门连接花园，内有假山、水池、凉亭等。

## 保护情况
袁寨古民居于1986年11月21日被河南省人民政府以“袁氏旧居”的名称公布为第二批河南省文物保护单位。2013年3月5日被中华人民共和国国务院公布为第七批全国重点文物保护单位。